# Puntius srilankensis
Puntius srilankensis är en fiskart som först beskrevs av Senanayake, 1985.  Puntius srilankensis ingår i släktet Puntius och familjen karpfiskar. Inga underarter finns listade i Catalogue of Life.